# Beaumont-les-Nonains
Beaumont-les-Nonains község Franciaország Hauts-de-France régiójában, Oise megyében. Lakosainak száma 337 fő (2022. január 1.). Beaumont-les-Nonains La Houssoye, Jouy-sous-Thelle, Le Mesnil-Théribus, Pouilly, Valdampierre, Montchevreuil, Les Hauts-Talican és Auneuil községekkel határos.
2019. január 1-jén La Neuville-Garnier és Villotran korábbi községekkel egyesült és az így létrejött Les Hauts-Talican új község része lett. 2024. január 1-jén azonban levált Les Hauts-Talican-ról és újra önálló község lett.

## Népesség
A település népességének változása:

| 2021 | 335 |
| 2022 | 337 |